# Novo Selo (Sisak)
Novo Selo is een plaats in de gemeente Sisak in de Kroatische provincie Sisak-Moslavina. De plaats telt 587 inwoners (2001).